# Zale confusa
Zale confusa är en fjärilsart som beskrevs av Mcdunnough 1940. Zale confusa ingår i släktet Zale och familjen nattflyn. Inga underarter finns listade i Catalogue of Life.